# 印度历法

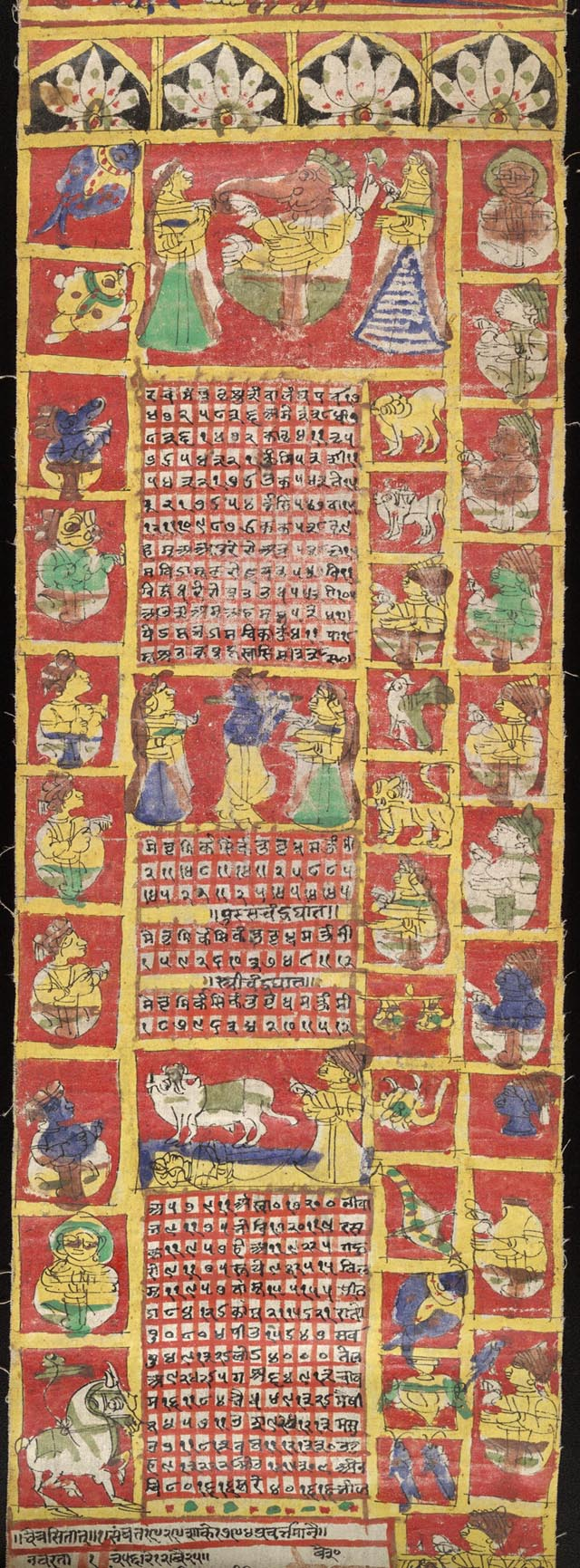
印度历法

印度曆法是印度教日曆系統，用於確定印度教節日、日常活動和黃道吉日。印度曆法由幾個區域和宗教變體組成，但它們都基於太陽和月亮的位置，以及恆星的位置，來計算時間。
印度曆法中的主要時間單位是年（samvatsara）、月（masa）、日（tithi）、星期（vaara）、時辰（hora）和納卡（nakshatra）。這些時間單位可以通過天文觀測和計算確定，並且在印度教文化和傳統中具有重要意義。除此，該曆法中亦有結合太陽和月亮位置，所編製的變形曆法。以傳統曆法不同，變形日曆中，每個月被分為兩個部分：月初的黑月和月末的白月。每個月的開始和結束都取決於新月和滿月的日期，而這些順序可進一步根據恆星和行星的位置來進行計算。
印度曆法中有許多節日和慶典或活動，都在印度教文化中具有重要意義。例如瑪哈沙拉瓦特里等。而曆法標示的每個節日都有其獨特的傳統和慶祝方式，通常包括宗教儀式、音樂、舞蹈和美食。